# جوهر رسانا
جوهر رسانا (به انگلیسی: Conductive Ink) جوهری است که به صورت یک نوار چاپی درمی آید و جریان الکتریکی را هدایت می‌کند. این نوع جوهر معمولاً با اضافه کردن گرافیت یا مواد رسانای دیگر به جوهر ایجاد می‌شود. این جوهر می‌تواند نسبت به روش‌های پیشین که از مس برای ایجاد مسیر عبور جریان در مدارات استفاده می‌شد، روش مقرون به صرفه تری باشد. 
امروزه جوهرهای نقره در بارکدهای شناسی با امواج رادیویی به کار می روند، همانطور که در سامانه ی خرید بلیط در سیستم های حمل و نقل مدرن استفاده می شود. برچسب های RFID، درواقع سیستم های ردیابی هستند که از بارکدهای مدرن برای شناسایی استفاده می کنند. این جوهرها، همچنین برای ساخت و تعمیر مدارات در بردهای مدار چاپی نیز می توانند مفید باشند. صفحه کلیدها نیز معمولا پوسته ای شامل مدارات چاپی دارند که وقتی فشرده می شوند، عمل لمس را احساس می کنند. شیشه ها و پنجره هایی که در برابر مه و سرما مقاوم هستند نیز از این نوارهای مقاومت چاپی در ساختار خود استفاده می کنند. بسیاری از خودروهای جدید، از نوارهای هادی در شیشه عقب استفاده می کنند که نقش آنتن های رادیویی را ایفا می کند. 

کاغذهای چاپی و صفحه های پلاستیکی به دلیل سختی کم و مقاومت الکتریکی بالا، برای بیشتر مدارات الکتریکی مشکل آفرین و نامناسب هستند. به همین جهت، تنها در موارد اندکی قابل استفاده هستند که انعطاف پذیری اهمیت دارد و هیچ جزئی بر روی صفحه قرار نگرفته است. 